# Galina Semjonova
Galina Vladimirovna Semjonova (Russisch: Галина Владимировна Семёнова) (Smolensk, 24 augustus 1937 - Moskou, 19 november 2017) was een Russische journaliste en Sovjet-Russische politica. Afgezien van Jekaterina Foertseva was zij de enige vrouw die ooit lid is geweest van het Politbureau van de Communistische Partij van de Sovjet-Unie, destijds het machtigste orgaan binnen de Sovjethiërarchie.

## Biografie
Galina Semjonova werd geboren in een familie van militairen. Ze studeerde in 1959 af aan de Faculteit voor Journalistiek van de Nationale Ivan Franko-universiteit van Lviv en promoveerde tot doctor in de filosofie. In 1965 werd ze lid van de Communistische Partij van de Sovjet-Unie (CPSU).
Ruim dertig jaar lang vervulde ze diverse journalistieke functies, aanvankelijk bij de communistische jeugdorganisatie Komsomol. In 1959 werd ze literair medewerkster van de in Odessa gevestigde krant Komsomolskoje plemja, in 1963 werd ze afdelingshoofd en redactrice bij de krant van de Komsomol in de Oekraïense Socialistische Sovjetrepubliek, Komsomolskaja iskra. Van 1965 tot 1981 was ze verbonden aan de landelijke Komsomolkrant Komsomolskaja zjizn, aanvankelijk als literair redactrice en sinds 1974 als hoofdredactrice. In de jaren 1981-1990 was ze als hoofdredactrice verbonden aan het sinds 1922 verschenen agrarische vrouwenblad Krestjanka ("De Boerin"). Onder haar leiding groeide de oplage van dit tijdschrift van 6 miljoen tot 22 miljoen exemplaren.
In 1989 maakte Semjonova de overstap naar de politiek. Ze werd dat jaar in het Congres van Volksafgevaardigden verkozen, het uit 2250 leden bestaande Sovjetparlement dat door Michail Gorbatsjov in het leven was geroepen als onderdeel van diens hervormingen. Datzelfde jaar werd ze door Gorbatsjov opgemerkt, toen ze deel uitmaakte van een groep intellectuelen die hem mocht vergezellen tijdens een reis naar Frankrijk. Tijdens het 28ste Congres van de CPSU in juli 1990 droeg hij Semjonova, die geen afgevaardigde was maar in het journalistengedeelte zat, onverwacht voor als lid van het Centraal Comité van de partij. Op 14 juli werd ze ook lid van zowel het partijsecretariaat (belast met gezins-, vrouwen- en bevolkingspolitiek) als het Politbureau, de twee hoogste organen van de partij en daarmee ook van de Sovjet-Unie, al hadden beide organen inmiddels wel in belang ingeboet. Beide functies bleef ze bekleden tot 24 augustus 1991, toen de CPSU haar activiteit opschortte; vijf dagen later werd de partij verboden. Ze bleef adviseur van president Gorbatsjov tot eind december 1991, het moment waarop de Sovjet-Unie ophield te bestaan.
Tijdens de augustuscoup was ze een van de weinige leden van de hogere partijgeledingen die zich openlijk uitspraken tegen de machtsovername door de coupplegers. Gorbatsjov schrijft in zijn memoires:
Ook heb ik vernomen hoe beschamend de houding is geweest van de meerderheid van het Secretariaat van het Centraal Comité en veel lokale partijorganen, die het Staatscomité voor de Noodtoestand ondersteunden. Wel wil ik zeggen dat in deze uiterst gecompliceerde situatie Galina Semjonova, Andrej Girenko en Jegor Strojev zichzelf als gerijpte politici en integere mensen hebben gemanifesteerd.— Michail Gorbatsjov
Na de val van het communisme en het uiteenvallen van de Sovjet-Unie in 1991 was Semjonova onder meer vicevoorzitter van het uitgeversgenootschap Atlantida, redactrice van het gelijknamige tijdschrift en co-voorzitter van de onderzoeksvereniging Zjensjtsjiny i razvitije ("Vrouwen en ontwikkeling").

## Onderscheidingen
Voor haar verdiensten op journalistiek en politiek gebied is Galina Semjonova onderscheiden met onder meer het Ereteken van de Sovjet-Unie, de Orde van de Volkerenvriendschap en diverse medailles.